# انسحال الأسنان
انسحال الأسنان أو الانسحال السني (بالإنجليزية: dental attrition)‏ أو الانسحال أو السحج أو البِلَى بالحك أو التَّأكُّل بالاحتكاك (بالإنجليزية: attrition)‏ هو نوع من الاحتكاك الذي ينتج بسبب التقاء الأسنان العليا بالسفلية بصورة غير صحيحة؛ نتيجة لذلك يحدث فقدان في النسيج المكون للأسنان. يُقسم السن بصورة تشريحية إلى ثلاثة أجزاء:
1. الجزء القريب من اللثة.
2. الجزء الثاني، الذي يتوسط بين اللثة والحافة القاطعة للسن.
3. الجزء الاخير، ويمثّل الحافة القاطعة، التي عادةً يحدث بها تآكل الأسنان الأمامية والأسنان الخلفية.

تآكل الأسنان عملية فسيولوجية تحدث بصورة طبيعية مع التقدم بالعمر، بينما حالة التآكل الحادة التي تحدث للأسنان، تعد حالة غير طبيعية في الظروف الاعتيادية، وتتطلب تدخل طبيب أسنان لمعالجتها.
تؤدي حالة التآكل غير الطبيعية في الجزء القاطع من السن حدوث صرير الأسنان أو صرير الفك، وهو حركة غير طبيعية ليس له علاقة بوظائف الفك الاعتيادية، مثل التحدث وتسليط قوة في أثناء عملية مضغ الطعام.
في حال كان الاحتكاك شديدًا جدًا، قد يؤدي إلى تآكل من مينا السن وصولًا إلى طبقة العاج، التي توجد تحت مينا السن؛ وتؤدي إلى زيادة نسبة تسوس الأسنان في منطقة العاج، إضافةً إلى ذلك حدوث حساسية مفرطة في العاج.
في حالة تآكل الأسنان يفضل معرفة؛ هل هي حالة طبيعية أم مرضية في مراحل مبكرة من حدوثها؟ تجنبًا لفقدان جزء من بنية الأسنان، مثل مينا الاسنان التي لا تجدد.

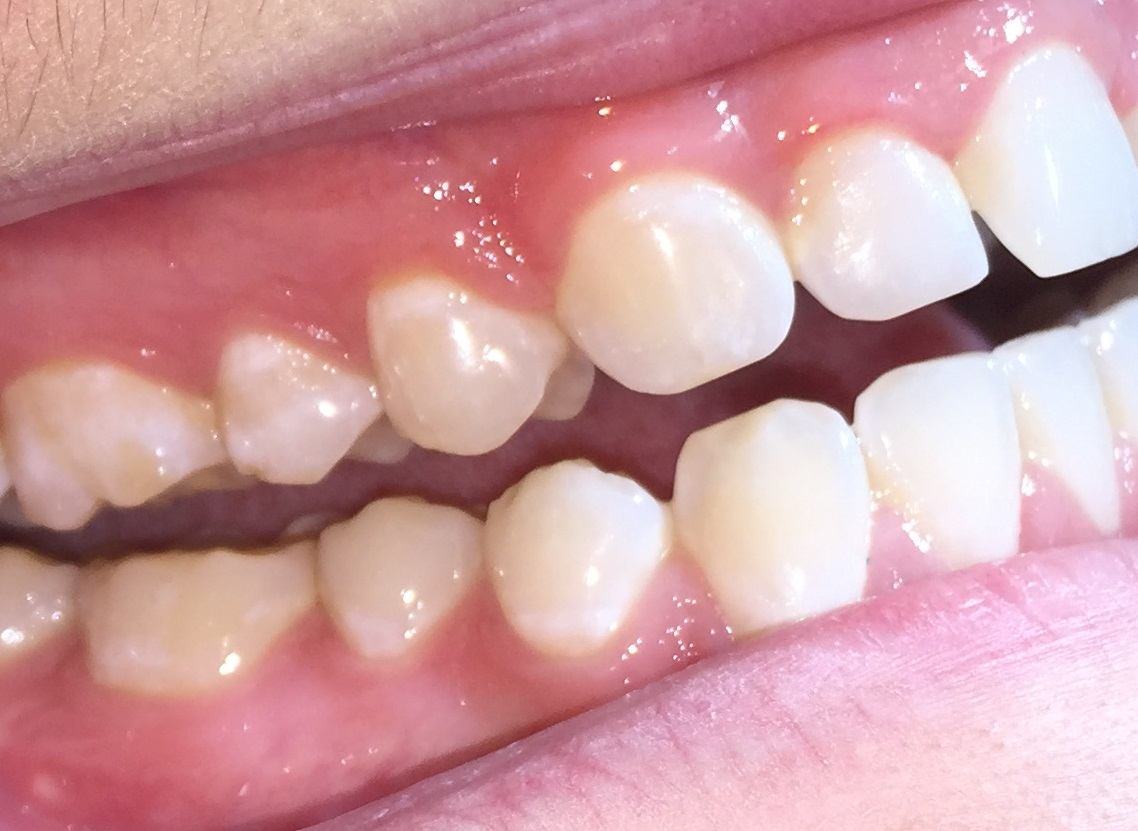
مظهر نموذجي للتآكل

## علامات وأعراض التآكل
التآكل غالبًا ما يحدث نتيجة التقاء أسطح الأسنان مع بعضها، هذا الالتقاء يؤثر في الأسطح الآتية: (cuspal, incisal and proximal surface area).
يشمل تآكل الأسنان حدوث الحالات الآتية:
1. فقدان الهيئة التشريحية للسن.
2. حساسية وألم.
3. حدوث تلون الأسنان.
4. تغير في حالة الإطباق الطبيعية للأسنان.
5. ضعف دعم اللثة.
6. فقدان الاستقرار في الإطباق الخلفي للأسنان.
7. تؤثر سلبًا في حشوات الأسنان.
1. فقدان الهيئة التشريحية للسن: يُعنى بذلك فقدان الصفات أو الخصائص المميزة لسطح السن، مثل تأثُر الحواف القاطعة للأسنان الأمامية؛ لتكون أقل حدة، ويصبح شكل الحواف أقرب إلى الدائري، أما في الأسنان الخلفية التي تشمل (الأسنان الضاحكة والطاحنة) عند تسليط الضغط الناتج من التآكل يؤثر في (cusps ) :هو نتوء مميزة ومدبب و بارز يستفاد منه في الحفاظ على علاقة الأسنان ببعضها عند الإطباق. لذا عند حدوث التآكل، يؤثر في إطباق الأسنان، يظهر ذلك بصورة واضحة على الأضراس لكون مينا الأسنان فيها تكون رقيقة و مسطحة؛ نتيجة لذلك عند الإطباق، قد تظهر الأسنان بالارتفاع نفسه الذي تظهر به الأسنان الأمامية، وهذا يقلل من جمالية الابتسامة.
2. الحساسية أو الالم: تآكل الأسنان ليس لديه أية أعراض مرضية؛ ولكن في حال كان التآكل شديدًا يؤدي إلى فقدان مينا الأسنان والتأثير في طبقة العاج؛ فينتج عن ذلك حساسية مفرطة، وكذلك يمكن أن يؤثر في أربطة اللثة المحيطة بالسن؛ بسبب الضغط المسلط عند انسداد الأسنان وفقدان الأسطح الخارجية التي تعمل على توزيع القوة المسلطة.
3. حدوث تلون للأسنان: تظهر الأسنان باللون الأصفر لون طبقة العاج؛ بسبب فقدان طبقة المينا الخارجية التي تغطي السن بالكامل.
4. تغيير في حالة الإطباق الطبيعية للأسنان: بسبب نقصان في طول المحور العمودي.
5. يمكن أن يؤدي ضعف دعم اللثة إلى حركة الأسنان وانحرافها عن المسار.
6. فقدان الاستقرار في الإطباق الخلفي للأسنان.
7. تؤثر سلبًا في حشوات الأسنان.

## أسباب حدوث التآكل
يحدث بسبب تأثير عوامل عدة منها:
الحركة غير الطبيعة تحدث بصورة متكررة نتيجة
(Parafunction habit)، مثل صرير الأسنان وصرير الفك (وهو صوت يصدر عند حركة مفصل الفك)، وعيوب في النمو، ونظام غذائي صلب، وغياب الدعم الخلفي للأسنان، وأيضًا في حالة مقابلة الأسنان الطبيعة لأسنان تعويضية من البورسلين؛ ينتج عن ذلك سرعة تآكل الاسنان الطبيعية، وعندما تكون علاقة الأسنان حافة لحافة كما في حالة الإطباق من النوع الثالث يحدث التآكل. قد يكون السبب الكامن وراء التآكل مرتبطًا بمفصل الفك الصدغي، إذ يمكن أن يؤدي الاضطراب أو الخلل الوظيفي للمفصل إلى مضاعفات؛ مثل صرير الأسنان وانقباض الفك.
مسببات التآكل:
أحد أشهر مسببات تآكل الأسنان هو صرير الفك الذي يعد حركة غير طبيعية تحدث ليلًا، وينتج عنه صوت صرير الأسنان. عادة، تجري معرفته من طريق مراقبة الآباء لأبنائهم في أثناء النوم، ويُستخدم عقار الإكستاسي والعديد من الأدوية الأخرى ذات الصلة.
أحيانًا، يرافق عملية تآكل الأسنان الميكانيكية (attrition) عملية تآكل للأسنان أخرى تحدث؛ بسبب تأثير عوامل كيميائية تدعى هذه الحالة (erosion)، وينتج عنها تآكل للأسنان بسبب تأثيرات مواد ذات خواص حامضية، إذ تكون هذه التأثيرات أما خارجية أو داخلية.